# José Evangelista
Pour les articles homonymes, voir Evangelista.
José Evangelista (né le 5 août 1943 à Valence (Espagne) et mort le 10 janvier 2023 à Montréal (Canada)) est un compositeur et professeur de musique espagnol naturalisé canadien.
Membre de la Ligue canadienne des compositeurs, de la Sociedad General de Autores y Editores et associé du Centre de musique canadienne, il est reconnu pour son engagement pour la musique classique contemporaine et la musique non occidentale.

## Biographie
Né à Valence, José Evangelista commence sa formation professionnelle à l'Université de Valence où il étudie l'informatique pendant sept ans et obtient un diplôme dans ce domaine en 1967. Parallèlement, il suit des cours de musique au Conservatoire de Valence et y obtient un premier prix de composition musicale en 1967. Son professeur le plus influent dans cette école est Vicente Asencio qui enseigne dans les disciplines d'harmonie, de composition et d'orchestration.
En 1969, José Evangelista déménage au Canada et s'installe dans la ville de Montréal. De 1970 à 1973, il est l'élève d'André Prévost à l'Université de Montréal où il obtient une maîtrise en musique en composition. En 1974, il étudie la musique contemporaine au Conservatoire de Darmstadt pendant un semestre, puis y retourne pour des études similaires en 1984 lorsqu'il est nommé compositeur en résidence au Darmstädter Ferienkurse. À l'automne 1974, il entre au programme de musique de deuxième cycle de l'Université McGill où il étudie la composition avec Bruce Mather et obtient un doctorat en musique en 1981.
En 1974, il reçoit le premier prix du Concours Confederación Espanola de Cajas de Ahorros à Madrid pour son En guise de fête. En 1978, il participe à la fondation d'une société de concerts consacrée à la musique d'avant-garde : Les Événements du neuf. En 1982, il reçoit un prix spécial du ministère espagnol de la Culture pour son œuvre Vision, et en 1988, il remporte le premier prix du concours d'œuvres chorales de l'église St Mary Magdalene à Toronto pour son O quam suavis est.
Depuis 1972, il enseigne à la faculté de musique de l'Université de Montréal. Parmi ses élèves notables se trouvent les compositrices Ana Sokolovic et Analia Llugdar (en).
José Evangelista est actif au Canada avec les Traditions musicales du monde, une société de concerts vouée à la promotion de la musique non occidentale qu'il aide à fonder. Il développe un intérêt pour la musique et la culture de l'Asie du Sud-Est et un certain nombre de ses compositions reflète cet intérêt. Afin de poursuivre des études dans cette musique, il séjourne en Indonésie pendant les étés 1976 et 1980 et en Birmanie pendant l'été 1986 où il étudie le gamelan javanais et le piano birman, créant en 1987 l'Atelier de gamelan balinais de l'Université de Montréal,. Il est nommé compositeur en résidence à l'Akademi Musik Indonesia à Yogyakarta en 1986.